# 田中徳定
田中 徳定（たなか のりさだ、1957年 - ）は、国文学者、博士（国文学）。駒澤大学教授。専門は説話文学、仏教文学。

## 来歴
1982年駒澤大学大学院修士課程修了。駒澤大学文学部国文学科助教授を経て、教授に就任。
2007年12月『孝思想の受容と古代中世文学』で博士号（国文学、駒澤大学）取得。

## 著書
- 『孝思想の受容と古代中世文学』(新典社研究叢書 181) 新典社 2007年2月, ISBN 978-4787941817
- 『義経伝説と鎌倉・藤沢・茅ヶ崎』新典社 2015年4月, ISBN 978-4787968234

### 論文
- 田中徳定、「北野天神縁起における尊意の説話について」『駒澤国文』 1990年 27巻 p.35-50, ISSN 0452-3652, 駒沢大学文学部国文学研究室

「国立国会図書館サーチ」を参照